# Pas de deux (dans)
 For alternative betydninger, se Pas de deux (film).
Pas de deux er en dans udført af to balletdansere.
I ridesport er pas de deux en dressurdisciplin udført af to ekvipager, der spejler hinandens bevægelser.